# ルージャ・マグドルナ
ルージャ・マグドルナ（ハンガリー語:Rúzsa Magdolna、セルビア語ではマグドルナ・ルージャ Магдолна Ружа / Magdolna Ruža）、またはルージャ・マグディ（ハンガリー語:Rúzsa Magdi）は、セルビア出身で民族的にはハンガリー人の歌手である。ユーゴスラビア社会主義連邦共和国、セルビア社会主義共和国のヴォイヴォディナ社会主義自治州・マリ・イジョシュ出身で、ハンガリーのブダペストで歌手としての活動を始めた。2006年にハンガリーの音楽タレント・コンテスト番組メガスターを勝ち抜いてデビューを果たした。

## 来歴
マグディは地元のヴォイヴォディナ自治州で生まれ育ち、同自治州のスボティツァの高校で産科の看護師としての教育を受けた。彼女はその後医科大学を目指したがかなわず、ポップ・アイドルとしての道を模索し、ハンガリーのブダペストに移る。
このとき以来の彼女の人生はまさにおとぎ話のようであった。彼女は初めて出場したテレビのコンテスト・ショーで見事勝利を収め、やがて多くの人々が彼女の情熱的で特徴的なヴォーカルに惹かれるようになった。人々は、彼女の劇的な成功を「音楽業界でここ30年の間で最大のハプニング」と呼んだ。
マグディがコンテストで優勝するまでの間に歌った曲をフィーチャーしたアルバム『A döntőkben elhangzott dalok』はハンガリーでトリプル・プラチナム・アルバムとなる爆発的ヒットを記録した。マグディのオリジナル作としては初のアルバムとなる
『Ördögi Angyal』（悪魔のような天使）は彼女の誕生日である（11月28日）にリリースされた。同作はたった1本しかプロモーション・ビデオを用意しなかったにもかかわらずすぐにダブル・プラチナムとなった。これら2作は、2006年のハンガリーでの売り上げ最大となった。

### ユーロビジョン・ソング・コンテスト2007
マグディは2006年のタレント・オブ・ザ・イヤーとなり、2007年のユーロビジョン・ソング・コンテストのハンガリー代表の座を獲得した（詳細はユーロビジョン・ソング・コンテスト2007）。マグディは自ら選んだ「Unsubstantial Blues」を歌い、準決勝では優勝者のマリヤ・シェリフォヴィッチに次ぐ224ポイントを集め決勝に進出、決勝では128ポイントを集め9位となった。「Unsubstantial Blues」はマグディ自身が作曲し、彼女は同コンテストでもっとも優秀な作曲家に送られる最優秀作曲家賞に選出された。

## 2005/2006年メガスター・アイドル・コンテスト
マグディが2006年のメガスター・アイドル・コンテストで歌った曲は次のとおり。
- 緒戦: Highway to Hell（AC/DC）、
- 緒戦: Aprócska Blues（ルージャ・マグドルナ）
- Top 50: Highway to Hell（AC/DC）
- Top 12: Meghalok, hogyha rám nézel（Hungária）（Hungária ウィーク）
- Top 11: Got My Mind Set on You（ジョージ・ハリスン）（1980's ウィーク）
- Top 10: The Winner Takes It All（ABBA）（ABBA & Boney M ウィーク）
- Top 9: Végső Vallomás（United）（ハンガリアン・ウィーク）
- Top 8: I Want to Break Free（Queen）（Queen ウィーク）
- Top 7: Time Warp（ロッキー・ホラー・ショー より）（ミュージカル・ウィーク）
- Top 6: Vetkőzés（with ヴァルガ・フェレンツ）,（ペーイ・バルナ）（デュエット・ウィーク）
- Top 6: Piece of My Heart（with ダニエル・トーレス）,（ジャニス・ジョプリン）（デュエット・ウィーク）
- Top 5: When a Man Loves a Woman（Percy Sledge）（サウンドトラック・ウィーク）
- Top 5: Ederlezi（ゴラン・ブレゴヴィッチ）（サウンドトラック・ウィーク）
- Top 4: O Fado De Ser Fadista（アマリア・ロドリゲス）（ラテン・ウィーク）
- Top 4: La Bamba（リッチー・ヴァレンス）（ラテン・ウィーク）
- Top 3: One Love（ボブ・マーリー）（私のお気に入りウィーク）
- Top 3: Bring On The Night（ポリス）（私のお気に入りウィーク）
- Top 3: Cry Baby（ジャニス・ジョプリン）（私のお気に入りウィーク）
- Top 2: Road Runner（エアロスミス）（フィナーレ・ウィーク）
- Top 2: Fegyverem az adrenalin（ダニエル・トーレス）（フィナーレ・ウィーク）
- Top 2: May It Be（エンヤ）（フィナーレ・ウィーク）
- Top 2: Most élsz（マーテー・ペーテル）（フィナーレ・ウィーク）
- Finale: The Winner Takes It All（ABBA）

## アルバム
| Album information |
| --- |
| A döntőkben elhangzott dalok - メガスターでマグディが歌った曲をフィーチャーしたアルバム - 発売日: 2006年6月6日 - チャート最高位: #1 （） - ハンガリーでの認定: 3x Platinum - ハンガリーでの売り上げ: 70.000+ - シングル・カット: - Most élsz （#2 ） |
| Ördögi angyal（悪魔のような天使） - 発売日: 2006年11月20日 - チャート最高位: #1（） - ハンガリーでの認定: 2x Platinum - ハンガリーでの売り上げ: 36.000+ - シングル・カット: - Aprócska blues（#9 、#59) - Hip-Hop（#6 ） - Vigyázz a madárra （#9 ） |
| Kapcsolat Koncert - 発売日: 2007年11月1日 - チャート最高位: #7 （） - ハンガリーでの認定: Platinum - ハンガリーでの売り上げ: 15.000+ - シングル・カット: - Vigyázz a madárra（#9 ）                                                                  |
| Iránytű（コンパス） - 発売日: 2008年11月5日 - チャート最高位: #2 （） - ハンガリーでの認定: Gold - ハンガリーでの売り上げ: 7.500+ - シングル・カット: - Rövid utazás                                                                                 |
| Tizenegy - 発売日: 2012年11月11日 - チャート最高位: #4 （） - ハンガリーでの認定: Platinum - ハンガリーでの売り上げ: 4.000+ - シングル・カット: - Tárd ki a szíved - Ná-ná-ná                                                                        |